# Secondo Püschel

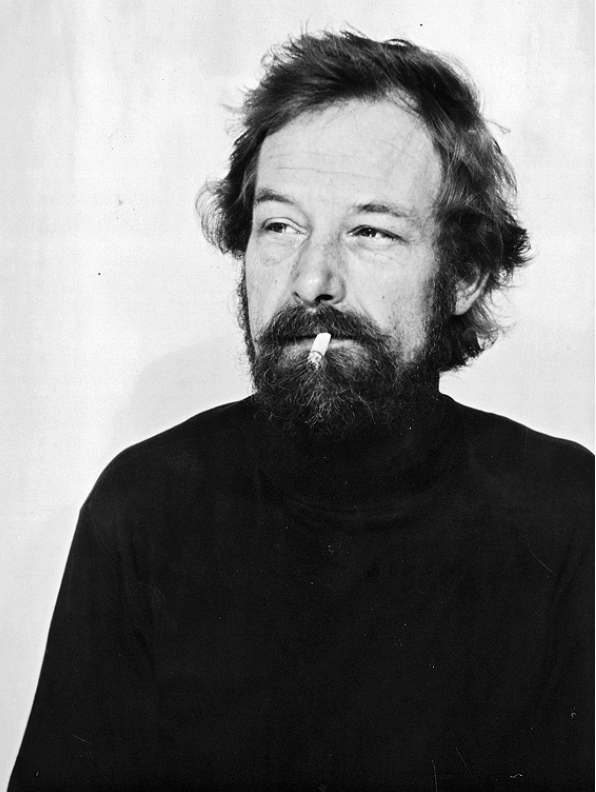
Secondo Püschel (undatiert)

Secondo Püschel (* 10. Juli 1931 in Zürich; † 12. April 1997 ebenda) war ein Schweizer Kunstmaler. Er lebte und arbeitete bis zu seinem Tod in der Künstlerkolonie Südstrasse in Zürich. Sein Vater, ein Bildhauer, liess ihn als Zweitgeborenen auf den Namen Sekundo registrieren (Primo und Terza hiessen die weiteren Geschwister).

## Ausbildung
1948 bis 1951 studierte Püschel an der Kunstgewerbeschule Zürich in der Fachklasse für angewandte Malerei bei Otto Morach. Bald folgten längere, mehrmalige Studienaufenthalte in Italien, Südfrankreich, Paris. 1957 besuchte er die Lofoten (Norwegen). 1978 und 1979 weilte er längere Zeit in Marokko, Tunesien, Algerien und in der Sahara. Weitere ausgedehnte Studienreisen führten ihn in die Bretagne, nach Spanien, Belgien, Amsterdam, Dänemark, New York, Sri Lanka, Türkei und nach Griechenland.
Seit den frühen Jugendjahren hatte er ein ausgeprägtes Interesse an Astronomie, was auch in seinen Werken immer deutlicher zum Ausdruck kam. Seit 1967 verfügte er über ein eigenes Fernrohr, das er sich selbst gebastelt hatte.

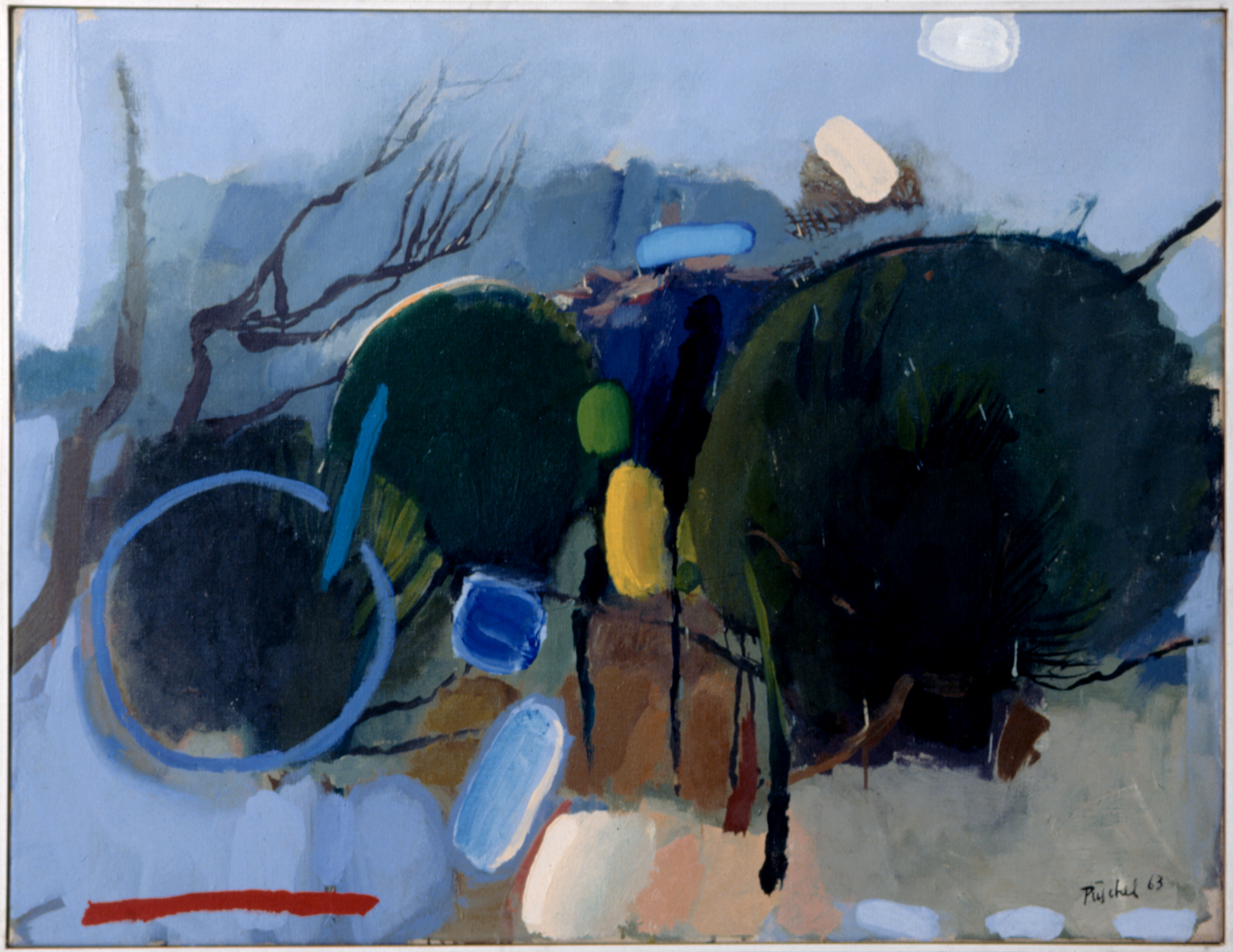
Vegetatives Durchkugeln (1963)

## Künstlerische Tätigkeit
Püschels Werk besteht hauptsächlich aus Malerei in Öl und Acryl, umfasst jedoch auch Zeichnung, Lithografie, Radierung, Holzschnitt und Gouache. Zuerst gegenständliche, später abstrakt-expressive Werke.
Prägend für Püschels Arbeiten wurde ab den 1960er-Jahren das Beobachten des Weltalls mit seinem Fernrohr im Garten seines Ateliers. Das Erleben dieser Grenzenlosigkeit wurde prägend für sein Werk. Die Ausbildung eines eigenen Stils lässt sich um 1956 beobachten: Das Greifbare tritt zurück und abgestimmte, leuchtende Farben brechen auf, entfalten sich – «informel» – in freier Strichführung. Püschels Phantasie entzündet sich immer öfters an astronomischen Vorgängen, entscheidend wird die Farbsprache.

## Werke in öffentlichem Besitz
Stadt und Kanton Zürich, Grafische Sammlung ETH Zürich, Spitäler Zürich und Winterthur. Holzschnitte im Museum of Modern Art, San Francisco. 1974 Wandbilder an der Töchterschule Riesbach und Freies Gymnasium Zürich (in den 1990er-Jahren von Vandalen zerstört).

## Auszeichnungen
Stipendien von der Kunstgewerbeschule Zürich, vom Kanton Zürich, zweimal von der Stadt Zürich.
1991 erhielt er als Verdienst für sein «konstantes und konsequentes Schaffen» den Kunstpreis der Gemeinde Zollikon (Zürich).

## Ausstellungen
Ab 1951 zahlreiche Einzel- und Gruppenausstellungen im In- und Ausland. Er war regelmässig in der Ausstellung Zürcher Künstler im Helmhaus vertreten.
1966 Einzelausstellung in der Städtischen Kunstkammer zum Strauhof in Zürich, 1976 in der Kunsthalle im Waaghaus Winterthur und 1982 im Kunsthaus Glarus. Ab 1977 stellt er regelmässig in der Galerie Trittligasse, Zürich, aus.
Weitere Einzelausstellungen erfolgten 1996, 1999, 2009 (mit Ursula Baur): Paulus-Akademie, Zürich.
2001/2006: artefiz-Kunsthalle Zürich. 2005: Halterhaus in Fehraltorf/Zürich.

## Bibliografie
- Secondo Püschel 1931–1997 zum 75. Geburtstag. Text: Helen Eichenberger. Zürich, Secondo-Püschel-Stiftung, 2006.
- TV-Beitrag «Maler im Mond. Secondo Püschel». In: Schweiz aktuell, 1996. Redaktion: Roman Klingler. Schweizer Fernsehen DRS, 1996.
- Ausstellung der GSMBA Zürich. Bregenz, Künstlerhaus Palais Thurn+Taxis, 1989. Vorwort: Elisabeth Lubicz-Steinbrüchel. GSMBA Zürich, 1989.
- Sammlungskatalog, Aargauer Kunsthaus Aarau. Band 2, Werke des 20. Jahrhunderts. Text: Paul-André Jaccard, Heiny Widmer, Beat Wismer. Von Cuno Amiet bis heute. Baden: Lars Müller, 1983 (Schweizerisches Institut für Kunstwissenschaft, Kataloge Schweizer Museen und Sammlungen 5/2)
- Secondo Püschel oder das Kosmische an der Malerei. Zürich, Städtische Kunstkammer zum Strauhof, 1974. Text: Willy Rotzler, Zürich, 1974.
- Secondo Püschel. Glarus, Galerie Bohemia. Text: Richard Häsli. Glarus, 1960.
- Biografisches Lexikon der Schweizer Kunst. Hrsg.: Schweizerisches Institut für Kunstwissenschaft, Zürich und Lausanne; Leitung: Karl Jost. 2 Bde. Zürich: Verlag Neue Zürcher Zeitung, 1998.
- SIKART Online-Informationssystem. Kunst in der Schweiz und im Fürstentum Liechtenstein, Leitung: Karl Jost.
- Künstlerverzeichnis der Schweiz. Unter Einschluss des Fürstentums Liechtenstein. Répertoire des artistes suisses, la Principauté du Liechtenstein incluse. Dizionario degli artisti svizzeri, incluso il Principato di Liechtenstein. 1980–1990. Hrsg.: Schweizerisches Institut für Kunstwissenschaft, Zürich und Lausanne; Leitung: Karl Jost. Frauenfeld: Huber, 1991.
- Lexikon der zeitgenössischen Schweizer Künstler. Dictionnaire des artistes suisses contemporains. Catalogo degli artisti svizzeri contemporanei. Hrsg. vom Schweizerisches Institut für Kunstwissenschaft, Zürich; Leitung: Hans-Jörg Heusser. Frauenfeld: Huber, 1981.
- Künstlerlexikon der Schweiz. XX. Jahrhundert. Hrsg.: Verein zur Herausgabe des schweizerischen Künstler-Lexikons; Redaktion: Hans Christoph von Tavel. Frauenfeld: Huber, 1958–1967, 2 Bde. Unveränderter Neudruck 1983.

| Personendaten    | Personendaten    |
| ---------------- | ---------------- |
| NAME             | Püschel, Secondo |
| KURZBESCHREIBUNG | Schweizer Maler  |
| GEBURTSDATUM     | 10. Juli 1931    |
| GEBURTSORT       | Zürich           |
| STERBEDATUM      | 12. April 1997   |
| STERBEORT        | Zürich           |